# Richard Wyckoff
Richard Demille Wyckoff (2 novembre 1873 - 7 mars 1934) est investisseur boursier américain, fondateur et rédacteur en chef du Magazine of Wall Street et également rédacteur en chef du Stock Market Technique.
Figure incontournable de l'analyse technique, ce trader américain du début du XXe siècle a développé une méthode d'analyse des marchés financiers qui porte son nom et qui est encore aujourd'hui très utilisée par les investisseurs. Elle se caractérise par le fait de ne pas se concentrer uniquement sur les graphiques mais de prendre compte des facteurs plus larges comme la psychologie des foules, le rôle des grands opérateurs et l'impact des événements économiques sur les marchés, par l'identification de phases distinctes dans le cycle de vie d'un titre (accumulation, montée, distribution et baisse) et l'importance des volumes pour mieux comprendre les intentions des acteurs du marché.
Il a aussi développé le concept central du Composite Man qui représente une entité fictive incarnant les forces motrices du marché (c'est-à-dire les grands opérateurs et les institutions financières qui manipulent les cours pour réaliser des profits). Wyckoff a en effet observé que les mouvements de prix sur les marchés financiers ne sont pas aléatoires mais résultent d'actions intentionnelles. Pour mieux comprendre ces mouvements, il a imaginé ce Composite Man qui, tel un marionnettiste, tire les ficelles du marché et raisonne en fonction de ses intérêts propres, influençant la psychologie des petits investisseurs et les incitant à acheter ou à vendre au moment opportun.

## Biographie
Il commence à 15 ans en tant que commis de bureau dans une maison de courtage. Contrairement à ces collègues plus âgés, il ne voit pas les hausses et les baisses des cours comme des fluctuations aléatoires mais comme des phénomènes pouvant être compris et prédits avec une précision quasi-mathématique. Il cherche à comprendre les motivations derrière chaque mouvement de prix et commence à réaliser que chaque transaction et chaque mouvement du marché est le résultat des actions des grands opérateurs (la smart money). Ceux-ci ne suivent pas les foules mais les dirigent. Wyckoff se met alors à étudier leur comportement, à traquer leurs signes, et à comprendre leurs stratégies, passant des heures à analyser les bandes de stock ticker pour trouver des indices sur leurs intentions. Il estime que chaque transaction est une pièce d'un puzzle géant qu'il veut rassembler pour révéler l'image complète.
En 1898, à 25 ans, il ouvre sa propre maison de courtage, ce qui lui permet de mettre en pratique ses théories et d'avoir accès à des volumes d'informations beaucoup plus importants. À travers ses interactions avec les investisseurs et les courtiers, il recueille des anecdotes, des observations, et des chiffres, qui enrichissent sa compréhension des marchés.
En 1907, il fonde le Magazine of Wall Street, un périodique d'informations financières extrêmement détaillées, voulant offrir des perspectives et des analyses peuvant aider les investisseurs à anticiper les mouvements futurs du marché. Il ne se contente pas de fournir des chiffres bruts mais s'efforce d'expliquer les forces sous-jacentes du marché, parlant de psychologie des investisseurs et de la manière dont les émotions peuvent influencer les décisions d'achat ou de vente, et de l'importance de comprendre ces dynamiques pour réussir. Il explique à travers des graphiques et des schémas la manière de repérer les phases distinctes dans le cycle de vie d'un titre, c'est-à-dire l'accumulation (quand les grands spéculateurs achètent) et la distribution (quand ils vendent pour récupérer leurs profits avant une baisse attendue). Ils donnent également des conférences pour partager ses idées directement avec les investisseurs, montrer comment appliquer ses méthodes pour lire entre les lignes des mouvements de marché et apprendre à déceler les signes subtiles qui passent inaperçus. Il développe le concept du Composite Man, une figure symbolique représentant les grands opérateurs qui manipulent le marché.
En 1908, ses analyses précises attirent l'attention du célèbre banquier J.P. Morgan, acteur incontournable à l'époque de l'économie américaine, qui le rencontre et discute longuement avec lui sur les mécanismes internes de Wall Street. Impressionné par l'acuité et la clarté des idées de Wyckoff, il lui propose un partenariat unique : un accès direct aux informations les plus sensibles et exclusives du marché en échange de ses analyses et de ses conseils. Grâce à cela, Wyckoff affine de manière considérable ses méthodes. Lors d'un épisode célèbre, il réussit à prévoir une chute massive du marché en observant des signes subtiles d'accumulation de liquidités par les grandes banques et en avertit ses lecteurs juste à temps pour éviter des pertes catastrophiques.
Selon le Brooklyn Daily Eagle du lundi 12 mars 1934, Wyckoff est décédé le 7 mars 1934 à Sacramento en Californie. Son corps est transporté dans une chapelle funéraire de Brooklyn à New York.

## Vie privée
Il fait fructifier sa fortune à tel point qu'il finit par posséder neuf acres et demi et un manoir à côté de la propriété du président de General Motors Alfred Sloan à Great Neck dans Les Hamptons.
Wyckoff se marie trois fois : la première fois en 1892 avec Elsie Suydam, la deuxième avec Cecelia G. Shear et la troisième avec Alma Weiss. En 1928, il accuse sa deuxième femme, que les médias surnomment la « prima donna de Wall Street », de lui avoir arraché le contrôle du Magazine of Wall Street par « cajolerie ». Leur séparation est entériné par un accord en vertu duquel il reçoit un demi-million de dollars d'obligations de la société du magazine. Wyckoff est un parent éloigné de la célèbre enseignante de Philadelphie, Madeline Wyckoff.

## Citations
« Il y a ceux qui pensent qu'ils étudient le marché, mais en fait, ils étudient ce que quelqu'un a dit sur le marché [...] et non ce que le marché a dit de lui-même. »
« Je n'ai pas encore rencontré un homme, à Wall Street ou ailleurs, capable de gagner de l'argent sur les marchés de manière continue ou ininterrompue. Comme tout le monde, j’ai des bons et des mauvais moments. »
« Lire toutes les nouvelles financières et les évaluer ne vous servira à rien. Le marché peut monter en cas de mauvaise nouvelle et baisser en cas de bonne nouvelle. Alors, où êtes-vous ? »
« Les meilleures informations confidentielles se trouvent sur la bande du téléscripteur. Je préfère suivre ses indications plutôt que d'agir sur la base d'un conseil de J.P. Morgan lui-même. »
« Un profit n’est pas un profit jusqu’à ce qu’il soit réalisé. »
« Essayez de vous rappeler toutes les grosses pertes que vous avez subies. Puis rappelez-vous que chacune d’entre elles - sans exception - aurait pu être évitée si vous aviez été assez sage pour accepter une petite perte lorsque le cours de l'action s’est dégradé. »
« La réussite du trading dépend d'un contrôle systématique des pertes et de la sécurisation de bénéfices supérieurs à ces pertes. »
« La technique boursière n'est pas une science exacte. Les cours des actions sont déterminés par l'esprit des hommes. »

## Auteur
Richard Wyckoff est l'auteur de nombreux ouvrages dont entre autres :
- Studies in Tape Reading
- How I Trade and Invest in Stocks and Bonds
- Stock Market Technique
- My Secrets of Day Trading in Stocks
- Jesse Livermore's Methods of Trading in Stocks